# Alexandra Meissnitzer
Alexandra Meissnitzer (Abtenau, 18 juni 1973) is een voormalig Oostenrijkse alpineskiester. Ze vertegenwoordigde haar vaderland op de Olympische Winterspelen 1994 in Lillehammer, de Olympische Winterspelen 1998 in Nagano, de Olympische Winterspelen 2002 in Salt Lake City en de Olympische Winterspelen 2006 in Turijn. 
Op 25 november 1999 liep ze bij de training voor een wereldbeker een knieblessure op. Hierdoor was ze voor de rest van het seizoen 1999/2000 uitgeschakeld en kon ze in het seizoen 2000/2001 niet optimaal skiën. Echter hierdoor kon ze in deze periode wel haar opleiding tot politieagente afronden.
In 1997 en opnieuw in 1998 werd Meissnitzer in Oostenrijk verkozen tot sportvrouw van het jaar. En in 1998 ontving ze het gouden Ereteken van Verdienste voor de Republiek Oostenrijk. 
Na haar topsportcarrière werd Meissnitzer sportcommentator bij de Oostenrijkse publieke omroep, ORF.
Verder werd ze in 2011 tweede in het zesde seizoen van de Oostenrijkse televisie dansshow Dancing Stars. 

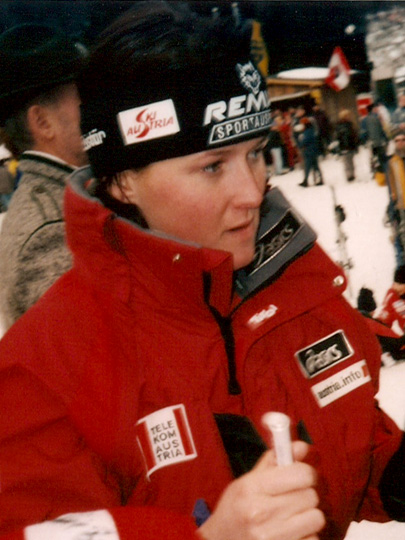
Alexandra Meissnitzer in 2002 na de reuzenslalom in Semmering.

## Resultaten

### Olympische Winterspelen
| Jaar | Plaats         | Resultaten                           |
| ---- | -------------- | ------------------------------------ |
| 1994 | Lillehammer    | DNF Reuzenslalom                     |
| 1998 | Nagano         | 8e Afdaling · Reuzenslalom · Super-G |
| 2002 | Salt Lake City | 4e Reuzenslalom 4e Super-G           |
| 2006 | Turijn         | 8e Afdaling · Super-G                |

### Wereldkampioenschappen
| Jaar | Plaats         | Resultaten                                 |
| ---- | -------------- | ------------------------------------------ |
| 1996 | Sierra Nevada  | 16e Afdaling DNS2 Reuzenslalom 23e Super-G |
| 1997 | Sestriere      | 17e Afdaling 13e Super-G                   |
| 1999 | Vail           | 4e Afdaling · Reuzenslalom · Super-G       |
| 2001 | Sankt Anton    | 11e Afdaling DNF2 Reuzenslalom 8e Super-G  |
| 2003 | Sankt Moritz   | Afdaling · DNF1 Reuzenslalom · 5e Super-G  |
| 2005 | Santa Caterina | 22e Afdaling DNF1 Super-G                  |
| 2007 | Åre            | 8e Super-G                                 |

- DNS2: Did not start 2nd run, niet gestart aan de 2e ronde.
- DNF1: Did not finish 1st run, niet gefinisht in de 1e ronde.
- DNF2: Did not finish 2nd run, niet gefinisht in de 2e ronde.

### Wereldbeker
Eindklasseringen
| Seizoen   | Algemeen          | Afdaling          | Slalom           | Reuzenslalom      | Super-G           | Combinatie       |
| --------- | ----------------- | ----------------- | ---------------- | ----------------- | ----------------- | ---------------- |
| 1991/1992 | 98e 20,00 punten  |                   |                  | 48e 8,00 punten   | 45e 12,00 punten  |                  |
| 1992/1993 | 89e 34,00 punten  | 35e 30,00 punten  |                  |                   | 54e 4,00 punten   |                  |
| 1993/1994 | 76e 63,00 punten  | 42e 26,00 punten  |                  | 46e 13,00 punten  | 38e 24,00 punten  |                  |
| 1994/1995 | 23e 294,00 punten | 21e 90,00 punten  |                  | 29e 41,00 punten  | 10e 163,00 punten |                  |
| 1995/1996 | 5e 894,00 punten  | 6e 316,00 punten  |                  | 9e 204,00 punten  | · 374,00 punten   |                  |
| 1996/1997 | 19e 358,00 punten | 12e 195,00 punten |                  | 24e 55,00 punten  | 17e 108,00 punten |                  |
| 1997/1998 | 5e 884,00 punten  | 8e 168,00 punten  |                  | · 445,00 punten   | 11e 140,00 punten | 24e 11,00 punten |
| 1998/1999 | · 1672,00 punten  | · 468,00 punten   | 44e 12,00 punten | · 652,00 punten   | · 459,00 punten   | 5e 81,00 punten  |
| 1999/2000 | 105e 15,00 punten |                   |                  | 51e 15,00 punten  |                   |                  |
| 2000/2001 | 16e 378,00 punten | 21e 92,00 punten  |                  | 13e 139,00 punten | 12e 147,00 punten |                  |
| 2001/2002 | 15e 475,00 punten | 43e 13,00 punten  |                  | 12e 194,00 punten | · 248,00 punten   | 20e 20,00 punten |
| 2002/2003 | 8e 776,00 punten  | 10e 139,00 punten |                  | 7e 287,00 punten  | 4e 350,00 punten  |                  |
| 2003/2004 | 8e 734,00 punten  | 10e 225,00 punten |                  | 7e 242,00 punten  | 7e 267,00 punten  |                  |
| 2004/2005 | 16e 428,00 punten | 21e 85,00 punten  |                  | 27e 67,00 punten  | 6e 276,00 punten  |                  |
| 2005/2006 | 9e 753,00 punten  | 6e 267,00 punten  |                  | 26e 49,00 punten  | · 437,00 punten   |                  |
| 2006/2007 | 17e 413,00 punten | 15e 181,00 punten |                  | 34e 25,00 punten  | 5e 207,00 punten  |                  |
| 2007/2008 | 26e 321,00 punten | 28e 81,00 punten  |                  | 36e 14,00 punten  | 9e 226,00 punten  |                  |

Wereldbekerzeges
| Datum            | Plaats                | Onderdeel    |
| ---------------- | --------------------- | ------------ |
| 7 december 1995  | Val d'Isere           | Super-G      |
| 20 december 1995 | Veysonnaz             | Super-G      |
| 15 maart 1998    | Crans-Montana         | Reuzenslalom |
| 19 november 1998 | Park City             | Reuzenslalom |
| 29 november 1998 | Lake Louise           | Super-G      |
| 10 december 1998 | Val d'Isere           | Super-G      |
| 11 december 1998 | Val d'Isere           | Reuzenslalom |
| 19 december 1998 | Veysonnaz             | Afdaling     |
| 24 januari 1999  | Cortina d'Ampezzo     | Reuzenslalom |
| 22 februari 1999 | Åre                   | Reuzenslalom |
| 10 maart 1999    | Sierra Nevada         | Afdaling     |
| 4 januari 2004   | Megève                | Super-G      |
| 11 december 2004 | Altenmarkt-Zauchensee | Super-G      |
| 4 december 2005  | Lake Louise           | Super-G      |

### Europabeker
Eindklasseringen
| Seizoen   | Algemeen          | Afdaling         | Reuzenslalom    | Super-G         |
| --------- | ----------------- | ---------------- | --------------- | --------------- |
| 1991/1992 | · 250,00 punten   | 6e 35,00 punten  | · 119,00 punten | · 96,00 punten  |
| 1991/1992 |                   |                  |                 | · 36,00 punten  |
| 1993/1994 | · 77,00 punten    | 7e 35,00 punten  |                 | · 42,00 punten  |
| 1994/1995 |                   |                  |                 | 4e 40,00 punten |
| 2007/2008 | 143e 16,00 punten | 40e 16,00 punten |                 |                 |

Europabekerzeges
| Datum           | Plaats    | Onderdeel |
| --------------- | --------- | --------- |
| 1 februari 1995 | Schönried | Super-G   |

### Noord-Amerikabeker
Eindklasseringen
| Seizoen   | Algemeen         | Afdaling         |
| --------- | ---------------- | ---------------- |
| 2000/2001 | 94e 35,00 punten | 41e 35,00 punten |